# Børstekoglefyr
Børstekoglefyr  (på engelsk bristlecone pine) er et langtlevende fyrretræ, der findes i de højere bjerge i det vestlige USA. Et medlem af denne art er med 5066 år den ældste kendte levende ikke-klonede organisme på Jorden. I 1987 blev børstekoglefyrren udpeget som et af Nevadas stats-træer.
I Danmark er børstekoglefyrren plantet på nogle kirkegårde, bl.a. på Bispebjerg Kirkegård.

## Arter
Pinus longaeva  (på engelsk Great Basin bristlecone pine, intermountain bristlecone pine eller western bristlecone pine) vokser på højere bjerge i Californien, Nevada og Utah.
Pinus aristata (på engelsk Rocky Mountain bristlecone pine) vokser i Colorado, New Mexico og Arizona.
En tæt beslægtet art, Pinus balfouriana (på engelsk foxtail pine), vokser i Sierra Nevada i Californien.

## Eksterne links og henvisninger
1. ↑  Database of ancient trees
2. ↑  Børstekoglefyr - Pinus aristata

- The ancient bristlecone pine
- High elevation white pine educational website: Pinus longaeva
- Aeon Magazine longform article on Bristlecone pines Arkiveret 1. august 2013 hos  Wayback Machine